# Lunca Bonțului, Cluj
Lunca Bonțului este un sat în comuna Fizeșu Gherlii din județul Cluj, Transilvania, România.

## Istoric
Satul Lunca Bonțului s-a autodesființat prin depopulare în anii 80-90 ai sec.XX.